# Настя Чех
Настя Чех (словен. Nastja Čeh; нар. 26 січня 1978, Птуй) — словенський футболіст.
Виступав, зокрема, за клуб «Марибор», а також національну збірну Словенії.
Чотириразовий чемпіон Словенії. Дворазовий володар Кубка Бельгії. Дворазовий чемпіон Бельгії. Чемпіон Австрії. Дворазовий володар Кубка Австрії.

## Клубна кар'єра
У дорослому футболі дебютував 1996 року виступами за команду клубу «Драва».
Своєю грою за цю команду привернув увагу представників тренерського штабу клубу «Марибор», до складу якого приєднався 1996 року. Відіграв за команду з Марибора наступні п'ять сезонів своєї ігрової кар'єри. Більшість часу, проведеного у складі «Марибора», був основним гравцем команди. За цей час чотири рази виборював титул чемпіона Словенії.
Згодом з 1999 по 2014 рік грав у складі команд клубів «Олімпія» (Любляна), «Брюгге», «Аустрія» (Відень), «Хімки», «Пансерраїкос», «Бней-Сахнін», «Маккабі» (Петах-Тіква), ПСМС (Медан) та «Тханьхоа». Протягом цих років додав до переліку своїх трофеїв ще один титул чемпіона Словенії, ставав володарем Кубка Бельгії (двічі), чемпіоном Бельгії (двічі), чемпіоном Австрії, володарем Кубка Австрії (двічі).
До складу клубу «Драва» приєднався 2015 року.

## Виступи за збірну
У 2001 року дебютував в офіційних матчах у складі національної збірної Словенії.
У складі збірної був учасником чемпіонату світу 2002 року в Японії і Південній Кореї.

## Титули і досягнення
- Чемпіон Словенії (4):

«Марибор»: 1996–1997, 1997–1998, 1998–1999, 2000–2001
- Володар Кубка Словенії (2):

«Марибор»: 1996–1997, 1998–1999
- Володар Кубка Бельгії (2):

«Брюгге»: 2001–2002, 2003–2004
- Чемпіон Бельгії (2):

«Брюгге»: 2002–2003, 2004–2005
- Володар Суперкубка Бельгії (3):

«Брюгге»: 2002, 2003, 2004
- Чемпіон Австрії (1):

«Аустрія» (Відень): 2005–2006
- Володар Кубка Австрії (2):

«Аустрія» (Відень): 2005–2006, 2006–2007